# NGC 7720/2
NGC 7720/2 је галаксија у сазвежђу Пегаз која се налази на NGC листи објеката дубоког неба.
Деклинација објекта је + 27° 2' 5" а ректасцензија 23h 38m 29,5s. Привидна величина (магнитуда) објекта NGC 7720 износи 14,5 а фотографска магнитуда 15,5. NGC 77202 је још познат и под ознакама UGC 12716, MCG 4-55-36, CGCG 476-91, 3C 465, PGC 71985.